# アンサー (GUILTY GEAR)
アンサー (Answer) は、アークシステムワークスの2D対戦型格闘ゲーム「GUILTY GEARシリーズ」に登場する架空の人物。担当声優は関智一。

## 設定
- 国家として未認可である『東チップ王国』に籍を置いている。チップ＝ザナフの側近で、役職上 重要な業務を受け持つ立場であることから『東チップ王国』の外交官を自称することもある。[1]チップに対しては彼を「お頭」と呼び、絶対的な信頼を置いているが、元来口が悪く[2] 時に彼に対して毒づくことが目立つ。特に国家元首らしからぬ無鉄砲な行動には容赦なく罵倒することも辞さない面を見せる。
- 黒いダブルのスーツに赤いマフラーと覆面、額にまでレンズのついた眼鏡を着用している。長髪の持ち主で、普段はザンバラ髪に見えるような纏め方で後ろに留めている。チップ直伝の忍術を以って隠密活動に励む、サラリーマン気質が染み付いた忍者で、名刺を手裏剣や忍具のように使用している。
- 元は貧民で、ハングリー精神から来る芯の強さと逞しさで苦難や波乱を乗り切ってきていることから順応性が高い。
- 記憶力が常人の領域を逸しており、一度見聞きしたことに関しては絶対に忘れないという能力を持つ他、高度な情報解析力を併せ持つことから「人間データベース」と呼ばれている。[3]
- 生真面目で物事を客観的に判断できる性格だが、普通の人間なら気づいて当然のことを見落とす一面がある。
- 戦闘中、法力を利用したホログラフ状の通信機で取引相手としばしば会話する、いわゆるながら電話を行なっており、一部の攻撃およびダウン中も含めてずっと耳に通信機を当てている。
- 『SIGN』ではチップのアーケードモードやストーリーモードのみの登場であったが、『REV2』にてプレイアブルキャラクターとして昇格した。
- ファウスト戦で、当人からの一撃必殺技によるK.O.負け判定の全演出が、目元の形状によって元ネタと思しきものを髣髴させる台詞を言い放つ仕様となっている。

## ストーリー
- GUILTY GEAR Xrd -SIGN-
  - 荒れた生活を過ごしていた中、アンサーはチップと出会い、その折に彼の説教に怒れて闘いに挑むも敗北。後にその力と無鉄砲に等しいカリスマ性に魅了され、持ち前の記憶力を武器に、亡き師匠毅（ツヨシ）の教えの元に大統領になる大業を目指すチップの助力を行なうようになる。
  - チップのアーケードモード、ストーリーモードに登場。チップの補佐を務める。
- GUILTY GEAR Xrd -REVELATOR-
  - チップのエピソードモード、ストーリーモードに登場。チップに命じられた情報収集を行い、梅喧らに助力する。
- GUILTY GEAR Xrd REV 2
  - アンサーおよび梅喧のエピソードモードに登場。時系列としては、REVELATORチップエピソードとストーリーの間の話になっている。

## 技の解説

### 必殺技
ビジネス忍法・撒火紙（）
足下に名刺を投げる飛び道具系の必殺技かつ設置型の性質を持つ。弾道が低いが、速い弾速と長いリーチを持ち、S版は画面半分程、HSはほぼ画面両端まで届く。隙が大きく威力も低いが、名刺は着弾点にしばらく残り、この状態から派生技の ビジネス忍法・覇権射忍 またはビジネス忍法・雲隠れを出せる。
ビジネス忍法・覇権射忍（）
変則的な性質の飛び道具系必殺技。印を結び、設置した名刺から分身を垂直に上昇させながら攻撃させる。発生が遅く、その間は無防備となるためにやや使いにくい。
ビジネス忍法・雲隠れ
移動技。煙玉を叩きつけるモーションの後に、撒火紙の位置へ瞬間移動する。
インテリ忍法・空蝉
当て身技。当て身判定の発生は早く移動距離が長い。また、インテリ忍法・凡虚待 からの派生技として出すことも可能。通常版は飛び上がりの瞬間から足元無敵が発生する。
インテリ忍法・麟技の書（）
空中に巻物を設置する技で、一度に二つ設置し、座標はボタン毎に異なる。最大四つまで設置が可能。設置状態では凡虚待を介して5種の専用必殺技が出せる。
インテリ忍法・凡虚待（）
インテリ忍法・麟技の書 で設置した巻物の近くにジャンプすることで空中に静止する。攻撃判定はないが、ここから派生技を出すことが可能。
- インテリ忍法・空蝉

通常版とは異なり、相手位置をサーチして落下攻撃を仕掛ける。
- インテリ忍法・雨降り（）

垂直落下して踏みつける。突進速度が速く、ヒット時の有利時間が長い。ダウンや吹っ飛ばし効果はない。地上ヒット時は発生の早い技で追撃が可能。
- インテリ忍法・疾脚（）

地上にワープし、スライディングキックを放つ。カウンターヒットで相手を大きく浮かせることが可能だが、ガードされた際の隙が大きい。
- インテリ忍法・迦汰蛇滝（）

突進技。弧を描いて手を振り下ろす変則的な必殺技で、発生が遅いものの攻撃判定は大きく、当てれば反撃を受けにくい特性を持つ。
- インテリ忍法・武者鎖火（）

突進技。頭から突っ込む形で突進するモーションが特徴で、レバー入力でその方向を変えられる。突進速度は速く、近距離では当てたあとに相手の裏へ回ることも可能。
冽掌
突進技。素早く前進して掌底突きを繰り出す。チップが持つ同名の技とは異なり、移動中に相手と接触しなかった場合は攻撃が出ず、単なる移動技となる特性を持つ。発生が早く、ガードされても隙が小さいため奇襲や連続技、固めに使える。ヒットしてもダウンは奪えないものの、カウンターヒットしていればノーキャンセルで追撃が可能となる。
インテリ忍法・螢灯落とし（）
投げ技。相手をつかんで蹴りあげ、飛び付いて反転、錐揉み状に回転しながら落下する。間合いはあまり広くないものの、発生が早く、威力も高い。空中で発動させることが可能で、空中版は地上版よりもわずかにダメージが大きい。また、ダッシュや空中ダッシュから出すと慣性がつき、落下中にやや前進するようになる特性を持つ。技後は相手が地面にめり込み、そこからダウン追撃が可能であるが、ロマンキャンセルすればダウン追撃にならず連続技につながる。

### 覚醒必殺技
デッドストック忍法・婆羅撒（）
飛び道具系必殺技。頭上に名刺を投げてから目の前に円形に名刺を並べて飛ばす。変則的な必殺技で名刺を飛ばすまでが遅いため、近距離で当てないと見てから避けられやすい弱点を持つ。空中での発動も可能で、空中版は斜め下に投げる。真横には当てにくいが発生が早く、弾速が非常に速い。
ビジネス奥義・塵芥旋術（）
いわゆる乱舞技である。発動時に突進し、ヒットすると相手をロックして攻撃する。技が成立すると三体の分身を呼び出し、本体と合計四人でプロペラのようにつながって回転し、相手へ突っ込むユニークなものとなっている。出かかりが無敵で突進速度は速く、連続技や割り込みに使いやすいものの、覚醒必殺技としては威力がかなり低い性質のものとなっている。

### 一撃必殺技
口寄せ・大型神陣（）
巨大なガマガエルを召喚して相手を舌で舐めさせ、ヒットすると大蛇を召喚して相手を丸呑みにさせる技。発動時、アンサーが自身の背中のマフラーを外す演出が入る。発生が遅く、リーチが短いために当て難いことが弱点となっている。

## ステージ
Ogre Valley
アンサーと梅喧のバトルステージ。川を進む船の上で戦うビジュアルになっており、随所に桃太郎をモチーフとしたデザインがみられる。
ジャパニーズコロニー内に存在し、石化された無数の鬼が散見される。中でも最深部の大鬼は半石化状態で生きているため危険地帯と認定されており、本来であれば一般人が立ち入ることは禁止されている。

## テーマミュージック
Enough is Enough
曲名の元ネタは、チップの元になったアーティストである Chip Z'nuff が在籍するバンド「Enuff Z'nuff」